# فا مرتفع صغير

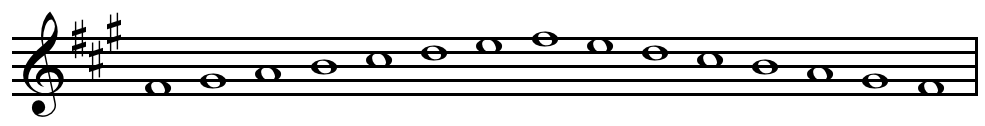
سلم فا مرتفع صغير صعوداً وهبوطاً

فا مرتفع صغير (F-sharp minor) هو سلم موسيقي صغير يتألف من الدرجات الموسيقية فا المرتفعة ♯F، صول المرتفعة ♯G، لا A، سي B، دو المرتفعة ♯C، ري D، مي E، وينتهي بمفتاح فا المرتفعة ♯F، وذلك على الترتيب التالي من اليسار إلى اليمين:
♯F♯, G♯, A, B, C♯, D, E, F
يحوي سلم فا مرتفع الكبير على ثلاث إشارات رفع، واحدة على الفا وواحدة على الصول وواحدة على الدو. إن السلم الصغير المتناغم معه يكون عن طربق رفع E إلى ♯E.
إن المفتاح الموسيقي القريب له على السلم الكبير هو لا كبير، أما المفتاح الموسيقى الموازي فهو فا مرتفع كبير.